# Edeka
Edeka, stilizirano EDEKA, najveći je njemački trgovački lanac s preko 345 000 zaposlenih i prosječnom godišnjom dobiti od oko 45-50 milijardi eura. Dio je grupacije Edeka-Gruppe sa sjedištem u Hamburgu. Čini 50% njemačkog malotrgovačkog tržišta.

## Vanjske poveznice
- Službene stranice - edeka.de  Arhivirana inačica izvorne stranice od 15. listopada 2017. (Wayback Machine) (njem.)